# Little Girl in the Big Ten
«Little Girl in the Big Ten» — двадцятий епізод 13 сезону серіалу «Сімпсони».

## Сюжет
У Ліси Сімпсон ніколи не було проблем з навчанням. Але один проблематичний предмет у неї все-таки є — фізкультура. Від поганих оцінок з фізкультури її не рятує навіть Директор Скіннер, тому що він слабший вчительки з фізкультури. Ось і доводиться Лізі ходити на додаткові заняття з фізкультури до нікому тренеру зі Східної Німеччини Лугашу. Спочатку їй не подобається перспектива ходити до досить суворого тренера з гімнастики, але перечепивши за м'яч і знепритомнівши вона бачить президента Кеннеді, який радить їй тренувати не тільки розум, а й тіло. Тоді Ліса береться до тренувань і незабаром показує незвичайний талант до гімнастики завдяки особливо міцному черепу, який весь час допомагає дівчинці успішно приземлитися після кожного стрибка. Пізніше вона знайомиться з двома іншими гімнастками й дізнається про те, що вони є студентками Спрінґфілдського університету. Аби не допустити втратити своїх нових дорослих друзів, Ліза каже їм, що вона теж студентка.
Тим часом Барта кусає рідкісний китайський комар, який потрапив в Америку, залетівши в одну з численних іграшок-Крастізавров, які збирали в Китаї. Доктор Гібберт діагностує, що у хлопчика синдром Пандовая вірусу. Хвороба пройде, але Барту доведеться цілий тиждень ходити в спеціальному прозорій кулі, щоб нікого не заразити. Це викликає деякі незручності для Барта, хоча є і переваги, на кшталт покарати хуліганів, що пристають до ботанів.
Ліса тим часом насолоджується своєю новою подвійним життям: відвідує Університет і Школу одночасно, ходить в клуб «Кафка» на виступи поета-Нобелівського лауреата Роберта Пінські. Їй вдається справлятися всюди, але одного разу її помічає Мілгаус, коли вона їде в університет. Запідозривши недобре, Мілгаус разом з Мартіном Принцом і Базою даних слідують за Лісою. Слід приводить їх до Університету і там вони при всіх розкривають таємницю Ліси про те, що вона ніяка не студентка, а звичайна учениця другого класу.
Ліса виявляється в дуже непринадній ситуації: тепер вона не може зустрічатися зі своїми колишніми подругами з Універу, також її тепер зневажають все її однокласники, навіть батьки незадоволені дочкою і її таємними відвідуваннями університету. Але незабаром Барт надає сестрі можливість прославитися серед своїх друзів. Завтра на честь Директора Скіннера пройдуть збори, на якому директору видадуть своє місце на паркування і табличку з його ім'ям на меморіальній дошці. Якщо Барт наробить шкоди директору, в цьому не буде нічого незвичайного, а ось якщо Ліса… На церемонії поруч з директором встановили великий шоколадний торт, сам директор надів білий костюм. І ось Мартін збирається сфотографувати директора, як тут з даху падає Ліса в кулі Барта. Вона падає прямо на торт і той повністю виявляється на білому костюмі Скіннера. Задоволені діти знову полюбили Лісу, а Барт тим часом виявив, що від довгого часу в кулі у нього розігрався острах відкритого простору, тому хлопчик заліз в трубу, яка його незабаром і засмоктала.